# 白音察干站
白音察干站是一个集二铁路上的铁路车站，位于中华人民共和国内蒙古自治区乌兰察布市察哈尔右翼后旗白音察干镇，建于1954年，目前为三等站，目前客运：办理旅客乘降；行李、包裹托运；货运：办理整车、零担货物发到。